# Comuna Negureni, Telenești
Comuna Negureni este o comună din raionul Telenești, Republica Moldova. Este formată din satele Negureni (sat-reședință), Chersac și Dobrușa.

## Demografie
Conform datelor recensământului din 2014, comuna are o populație de 2.588 de locuitori. La recensământul din 2004 erau 2.910 locuitori.

## Administrație și politică
Componența Consiliului local Negureni (11 consilieri), ales la 5 noiembrie 2023, este următoarea:
|  | Partid                                       | Consilieri | Componență | Componență | Componență | Componență | Componență | Componență | Componență | Componență |
|  | -------------------------------------------- | ---------- | ---------- | ---------- | ---------- | ---------- | ---------- | ---------- | ---------- | ---------- |
|  | Candidat independent ION POPA                | 1          |            |            |            |            |            |            |            |            |
|  | Partidul Social Democrat European            | 8          |            |            |            |            |            |            |            |            |
|  | Partidul Socialiștilor din Republica Moldova | 2          |            |            |            |            |            |            |            |            |